# Turnera glaziovii
Turnera glaziovii är en passionsblomsväxtart som beskrevs av Ignatz Urban. Turnera glaziovii ingår i släktet Turnera och familjen passionsblomsväxter. Inga underarter finns listade i Catalogue of Life.